# Roye (Somme)
Roye is een gemeente in het Franse departement Somme (regio Hauts-de-France). De plaats maakt deel uit van het arrondissement Montdidier. Roye telde op 1 januari 2022 5.748 inwoners.

## Geschiedenis
Roye was tijdens het ancien régime de hoofdstad van Santerre. Het was een versterkte stad die tot 1659 op de grens tussen Frankrijk en de Nederlanden en bovendien op de weg naar Parijs lag. In de 11e eeuw kreeg de stad een stadsmuur, die in de loop der eeuwen werd aangepast aan de nieuwe krijgstechnieken. De stad kende meermaals oorlogsgeweld. Zo werd Roye belegerd door Lodewijk II van Bourbon-Condé en werd de stad geplunderd door de Spanjaarden in 1636 en opnieuw in 1656. Tijdens de Eerste Wereldoorlog werd de stad grotendeels verwoest. Na de oorlog werd ze heropgebouwd volgens het oorspronkelijke stratenplan.

## Geografie
De oppervlakte van Roye bedroeg op 1 januari 2022 15,55 vierkante kilometer; de bevolkingsdichtheid was toen 369,6 inwoners per km². De Avre, een zijrivier van de Somme, stroomt door de gemeente.
De autosnelweg A1 loopt door de gemeente.
De onderstaande kaart toont de ligging van Roye met de belangrijkste infrastructuur en aangrenzende gemeenten.

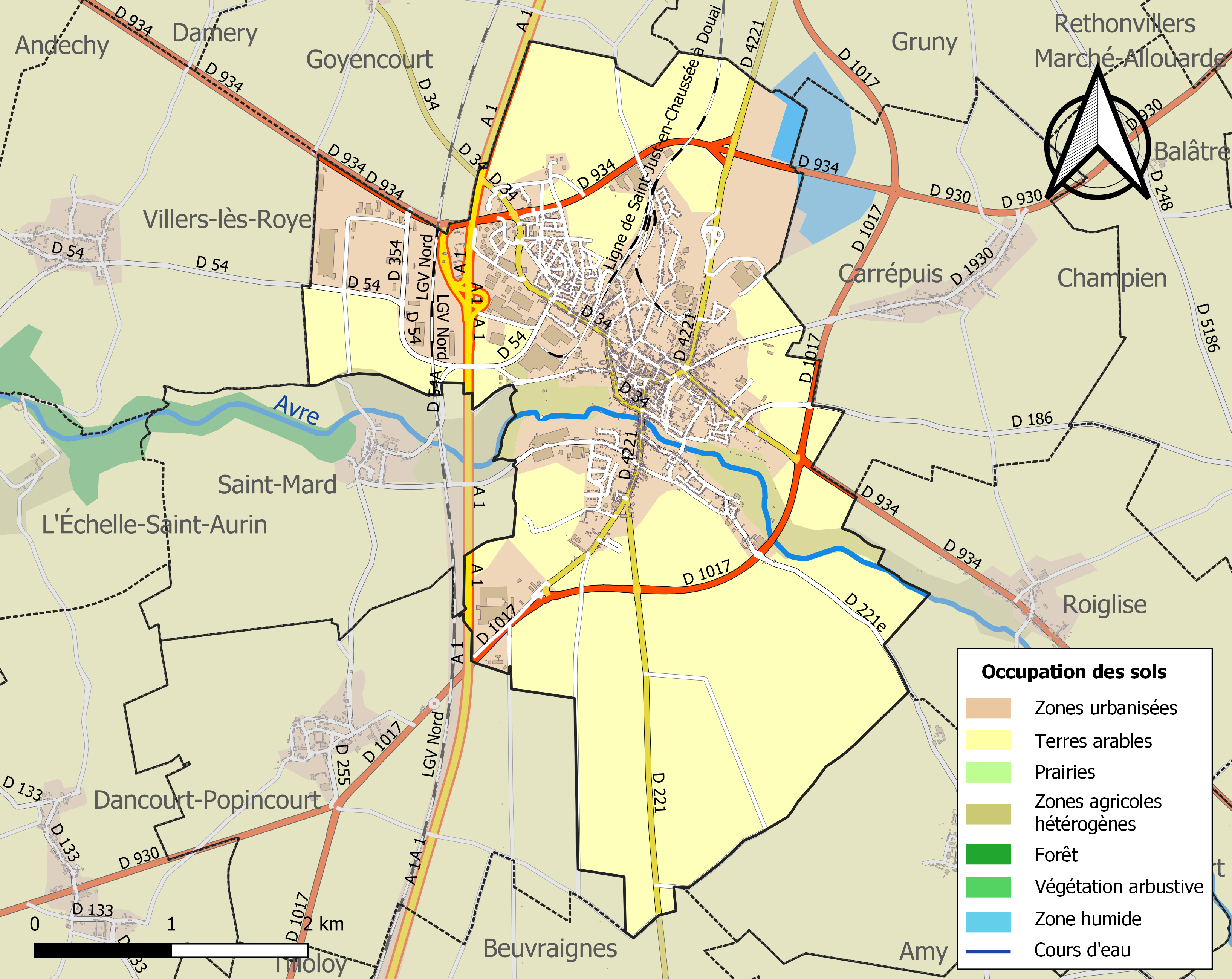

## Demografie
Onderstaande figuur toont het verloop van het inwonertal (bron: INSEE-tellingen).

## Bezienswaardigheden[3]
- Stadhuis: het oorspronkelijke stadhuis uit 1775 werd volledig verwoest tijdens de Eerste Wereldoorlog. Tussen 1930 en 1932 werd het nieuwe stadhuis gebouwd naar een ontwerp van Arthur Régnier.
- Église Saint-Pierre: De oorspronkelijke kerk werd gebouwd tussen 1152 et 1184. Ze onderging veranderingen in de loop der eeuwen en werd grotendeels verwoest tijdens de Eerste Wereldoorlog; enkel het chevet bleef gespaard. De kerk werd herbouwd vanaf 1930.
- Chapelle Notre-Dame de la Paix, voormalige kerkhofkapel, gebouwd voor 1600.
- Tour Saint-Laurent en de resten van de stadswallen: Roye kreeg in de 11e eeuw een stadsmuur. De Tour Saint-Laurent is de enige overgebleven toren van de zeven torens in de stadsmuur.
- Église Saint-Gilles: Een 15e-eeuwse kerk verving een oudere kerk die in 1475 was afgebrand. Deze kerk werd vernield tijdens de Eerste Wereldoorlog en heropgebouwd vanaf 1926.
- Mur de mémoire, een herinneringsmuur met foto's van de verwoestingen van de Eerste Wereldoorlog, ingehuldigd in 2014.

## Bekende inwoners
- Barthélemy de Roye (ca. 1170-1237), kanselier van koning Filips II van Frankrijk
- Albert Braut (1874-1912), kunstschilder

## Partnergemeente
Wedemark, Duitsland